# Simon Vitzthum
Simon Vitzthum (* 19. Januar 1995 in Arbon) ist ein ehemaliger Schweizer Radsportler, der Rennen mit dem Mountainbike, auf der Bahn und auf der Strasse bestritt.

## Werdegang
Seit 2011 ist Simon Vitzthum als Radsportler aktiv, zunächst fuhr er vor allem Cyclocross- und Mountainbikerennen. 2013 wurde er in diesen beiden Disziplinen Vize-Meister der Junioren, 2016 Vize-Meister im Cyclocross (U23).
2019 wurde Vitzthum Schweizer Meister im Ausscheidungsfahren auf der Bahn. Im Jahr darauf wurde er nationaler Meister im Scratch, gewann zwei Etappen der Mountainbike-Etappenfahrt Mediterranean Epic und wurde Fünfter der Gesamtwertung. Ebenfalls 2020 wurde er für die Teilnahme an den Bahneuropameisterschaften im bulgarischen Plowdiw nominiert, wo er mit Dominik Bieler, Lukas Rüegg und Claudio Imhof Platz drei in der Mannschaftsverfolgung belegte. Bei den Europameisterschaften 2021 errang Vitzthum gemeinsam mit Imhof, Valère Thiébaud und Alex Vogel in der Mannschaftsverfolgung die Silbermedaille.
Im Frühsommer 2024 gab Simon Vitzthum bekannt, dass er spätestens im Herbst vom Leistungsradsport zurücktreten werde. Anschließend wird er eine Aufgabe im Schweizer Radsportverband Swiss Cycling übernehmen.

## Erfolge

### Bahn
2019
- Schweizer Meister – Ausscheidungsfahren

2020
- Schweizer Meister – Scratch
- Europameisterschaft – Mannschaftsverfolgung (mit Claudio Imhof, Lukas Rüegg und Dominik Bieler)

2021
- Europameisterschaft – Mannschaftsverfolgung (mit Claudio Imhof, Valère Thiébaud und Alex Vogel)
- Schweizer Meister – Punktefahren

2022
- Schweizer Meister – Einerverfolgung, Omnium, Punktefahren, Zweier-Mannschaftsfahren (mit Valère Thiébaud), 1000-Meter-Zeitfahren

2023
- Schweizer Meister – Zweier-Mannschaftsfahren (mit Claudio Imhof), Mannschaftsverfolgung (mit Claudio Imhof, Nicolò De Lisi und Dominik Bieler)

2024
- Schweizer Meister – Ausscheidungsfahren, Punktefahren, Omnium

### Strasse
2019
- Schweizer Meister – Berg

### Mountainbike
- zwei Etappen Mediterranean Epic